# DotEmu
DotEmu（ドットエム）とは、フランスのビデオゲーム会社である。レトロゲームの現行プラットフォームへの移植を専門としており、提携先には、スクウェア・エニックス（「ファイナルファンタジー」シリーズ作成）、SNK（「メタルスラッグ」、「餓狼伝説」シリーズ作成）、ユービーアイソフト（「Heroes of Might and Magic III HD」作成）などの大手ゲーム会社が含まれている。
あらゆるゲーマーが往年のクラシックビデオゲームを、PC/Mac、携帯デバイス（iOS、Androidなど）、家庭用ゲーム機などの現行のプラットフォームでプレイできるようにするのを使命としている。
事業開始以来、DotEmuは90年代の有名アドベンチャーゲームの移植への取り組みを特色としてきた。特に「往年の名作」ゲームを、オリジナル版制作者とのコラボレーションにより移植した作品を目玉としている。このようなコラボレーション作品には、「Another World（邦題：アウターワールド）」（エリック・シャイ（Eric Chahi）と協力）、「The Last Express」（ジョーダン・メックナー（Jordan Mechner）と協力）、「ダブルドラゴントリロジー」（岸本良久と協力）、「Little Big Adventure」（フレデリック・レイナル（Frédérick Raynal）と協力）がある。
2007年の創業以来、DotEmuはその優れた技術的ノウハウの多くをクラシックゲーム本来の魂を維持するために活かしており、歴史の中に埋もれていた名作の楽しさを新世代のゲーマーに広く伝えることで、同作品にふたたび命を吹き込むことに注力している。
移植対象の選定に当たっては操作性の再現や権利関係を重視しており、創業者の一人であるXavier Liardはこのような理由からシューティングゲームが多く、操作感覚が特殊なものは選定対象になりにくいとファミ通とのインタビューの中で述べている。

## 歴史
Xavier LiardとRomain Tisserandにより設立された 同社は、当初より他のビデオゲーム会社のサービスプロバイダとなる事をDotEmuの第一の目標としている。昔のゲームを新しいプラットフォームへ移植することを主としており、旧作ゲームを新しいシステムで動作するよう移植するにあたっては独自のエミュレーション技術や原作オリジナルのソースコードを使用している。
その後、DotEmuはウェブサイトdotemu.comを通じて世界中にビデオゲームを販売するディストリビューター事業を開始。この事業はDRMなしで合法的にゲームの購入とダウンロード行える、という点が特徴となっている。DotEmuはまたパブリッシャーとしても活動を行い、Steam、App Store、Google Play、Amazonなどでゲームを販売している。
2012年～2014年にかけてはジョーダン・メックナー（Jordan Mechner (en)）との協力による「The Last Express」、エリック・シャイ（Eric Chahi）との協力による「アウターワールド」、フレデリック・レイナル（Frédérick Raynal）との協力による「Little Big Adventure」という3つの大型プロジェクトを手がけた。
2014年10月、シリール・アンベール（Cyrille Imbert）が新たなCEOに就任、これにあたって「誰もがレトロゲームを簡単にプレイできるようにすること」、「自社を成長させること」、「有名ライセンスのポートを提供すること」を方針として打ち出す。

## 販売したゲーム
DotEmuは以下を含むライセンスを管理している:
- 2011年3月9日：「64th Street」iOS版をリリース。オリジナル版はジャレコより1991年に発売。
- 2011年7月21日：P47 : The Phantom Fighter（iOS）
- 2011年9月6日：妖精物語ロッド・ランド（iOS版）
- 2011年9月12日：R-TYPE（Google Play）
- 2012年3月16日：Another World: 20th Anniversary Edition（Google Play）
- 2012年9月27日：「The Last Express: Gold Edition」iOS版をリリース。
- 2012年12月4日：Raiden Legacy（iOS、Google Play。雷電シリーズおよびライデンファイターズシリーズのうち4作を収録[2]）
- 2013年5月16日： Raiden Legacy（PC版、Mac OS X版）
- 2013年7月18日：R-TYPE（iOS）
- 2013年8月28日：The Last Express（Google Play）
- 2013年11月22日：The Last Express（Steam）
- 2013年12月5日：ダブルドラゴントリロジー（iOS版、Android版）
- 2014年2月13日：R-TYPE II（iOS、Google Play）
- 2014年2月20日：Gobliiins Trilogy（Google Play）
- 2014年3月27日：Little Big Adventure（iOS、Google Play）
- 2014年10月29日：Sanitarium（Steam）
- 2015年4月29日：イースIクロニクルズ（iOS、Google Play）
- 2015年6月16日：Titan Quest（iOS、Google Play）
- 2016年2月10日：イースIIクロニクルズ（iOS、Google Play）
- 2020年4月30日：ベア・ナックルIV（Windowsほか、Lizardcube, Guard Crush Gamesとの共同開発[3]）
- 2022年6月16日：ミュータント タートルズ:シュレッダーの復讐（PS4、Xbox One、NSw、PC）